# Luis García Berlanga
Pour les articles homonymes, voir Luis García et García.
Luis García Berlanga Martí (né le 12 juin 1921 à Valence et mort le 13 novembre 2010 à Pozuelo de Alarcón,) est un réalisateur et scénariste espagnol.
Sa filmographie est considérée comme une œuvre classique du cinéma espagnol.

## Biographie
Luis García Berlanga participe à la Seconde Guerre mondiale en étant volontaire dans la Division Bleue de l’Espagne dirigée par l'Allemagne pour combattre les forces soviétiques pendant le Siège de Léningrad. En la circonstance, il ne s'agissait pas d'un volontariat par conviction franquiste: 
Son père, José García-Berlanga Pardo, bourgeois et propriétaire terrien était d'opinions républicaines et proche du président Manuel Azaña (ce qui ne l'empêcha pas d'être menacé par les anarchistes de la Fédération anarchiste ibérique, FAI) et fut emprisonné, jugé et condamné à mort par le camp franquiste. Initialement mobilisé (très jeune et à un poste très subalterne) dans l'armée régulière républicaine, Luis García Berlanga fut informé que son père pouvait être gracié, s'il se portait volontaire pour servir dans la Légion Azul qui combattait les Soviétiques aux côtés de la Wehrmacht. Même si la camaraderie des armes le conduisit à épouser la cause franquiste, il resta un phalangiste critique, et devait plus tard brouiller les pistes avec une plaisanterie, expliquant qu'il s'était porté volontaire « pour épater une petite amie ». Il entama des études de droit, puis s’orienta vers les lettres et la philosophie avant de trouver sa voie dans le cinéma.
Il est possible que son engagement dans la Légion Azul lui ait évité d'être par trop censuré par le régime franquiste pour ses films qui portent une ironie mordante plutôt mal vue dans un régime de dictature.
Après la Seconde Guerre mondiale, il décide de devenir réalisateur et scénariste de films.
Son film le plus connu, Bienvenue Mr Marshall (¡Bienvenido, Mister Marshall!, 1952) raconte sur le ton d'une comédie ironique, ayant aussi valeur de charge contre les États-Unis, l'Espagne des années 1950 dans l'attente vaine de la modernité et du développement, apportés par l'Amérique. Le film gagné le Prix international du film de la bonne humeur en 1953 à Cannes.
Plácido (1961), nommé pour l'Oscar du meilleur film en langue étrangère, Le Bourreau (El verdugo, 1963), qui a remporté le Prix FIPRESCI de la Mostra de Venise, et La Carabine nationale (La escopeta nacional, 1978) sont aussi des œuvres très connues, devenues des classiques.
Son dernier film, Paris-Tombouctou (París-Tumbuctú), où il aborde le thème de la mort, remonte à 1999.
« Il fut surtout le chroniqueur et la conscience, bonne et mauvaise, d'un pays souillé par les traumatismes de la Guerre (civile, 1936-39) et le notaire d'une survie collective », poursuit El País,.
En juillet 2010, il était apparu dans une chaise roulante pour l'inauguration d'une salle de cinéma portant son nom dans la capitale espagnole et ne semblait plus reconnaître ceux qui l'entouraient, rapporte El País.
Il meurt à 89 ans le 13 novembre 2010, dans sa maison de Pozuelo de Alarcón, dans la banlieue de Madrid, souffrant de la maladie d'Alzheimer,.

## Filmographie
- 1948 : Paseo por una guerra antigua, court-métrage coréalisé (avec Juan Antonio Bardem)
- 1952 : Bienvenue Mr Marshall (¡Bienvenido, Mr Marshall!)
- 1953 : Ce couple heureux (Esa pareja feliz) (avec Juan Antonio Bardem)
- 1954 : Novio a la vista
- 1956 : Calabuig (Calabuch)
- 1957 : Les Jeudis miraculeux (Los Jueves, milagro)
- 1961 : Plácido, tourné à Manrèse, avec Cassen.
- 1962 : Les Quatre Vérités, segment La Mort et le Bûcheron
- 1963 : Le Bourreau (El verdugo)
- 1967 : La Boutique (Las pirañas)
- 1969 : Vivent les nouveaux mariés ! (¡Vivan los novios!)
- 1974 : Grandeur nature (Life Size)
- 1978 : La Carabine nationale (La escopeta nacional)
- 1981 : Patrimoine national (Patrimonio nacional)
- 1982 : Nacional III
- 1985 : La vaquilla
- 1987 : Moros y cristianos
- 1993 : Todos a la cárcel
- 1999 : París-Tombuctú
- 2002 : El sueño de la maestra

## Distinctions
- 1953 : Prix international du film de la bonne humeur au 6e Festival de Cannes pour Bienvenue Mr Marshall
- 1981 : Prix national de Cinématographie
- 1982 : Médaille d'or du mérite des beaux-arts par le Ministère de l'Éducation, de la Culture et des Sports[8]
- 1986 : Prix Prince des Asturies en arts
- 1993 : Prix Goya du meilleur réalisateur por ¡Todos a la carcel!